# Naggad lövmätare
Naggad lövmätare (Idaea emarginata) är en fjärilsart som beskrevs av Carl von Linné 1758. Naggad lövmätare ingår i släktet Idaea och familjen mätare, Geometridae. Arten är reproducerande i Sverige. Inga underarter finns listade i Catalogue of Life.

## Bildgalleri

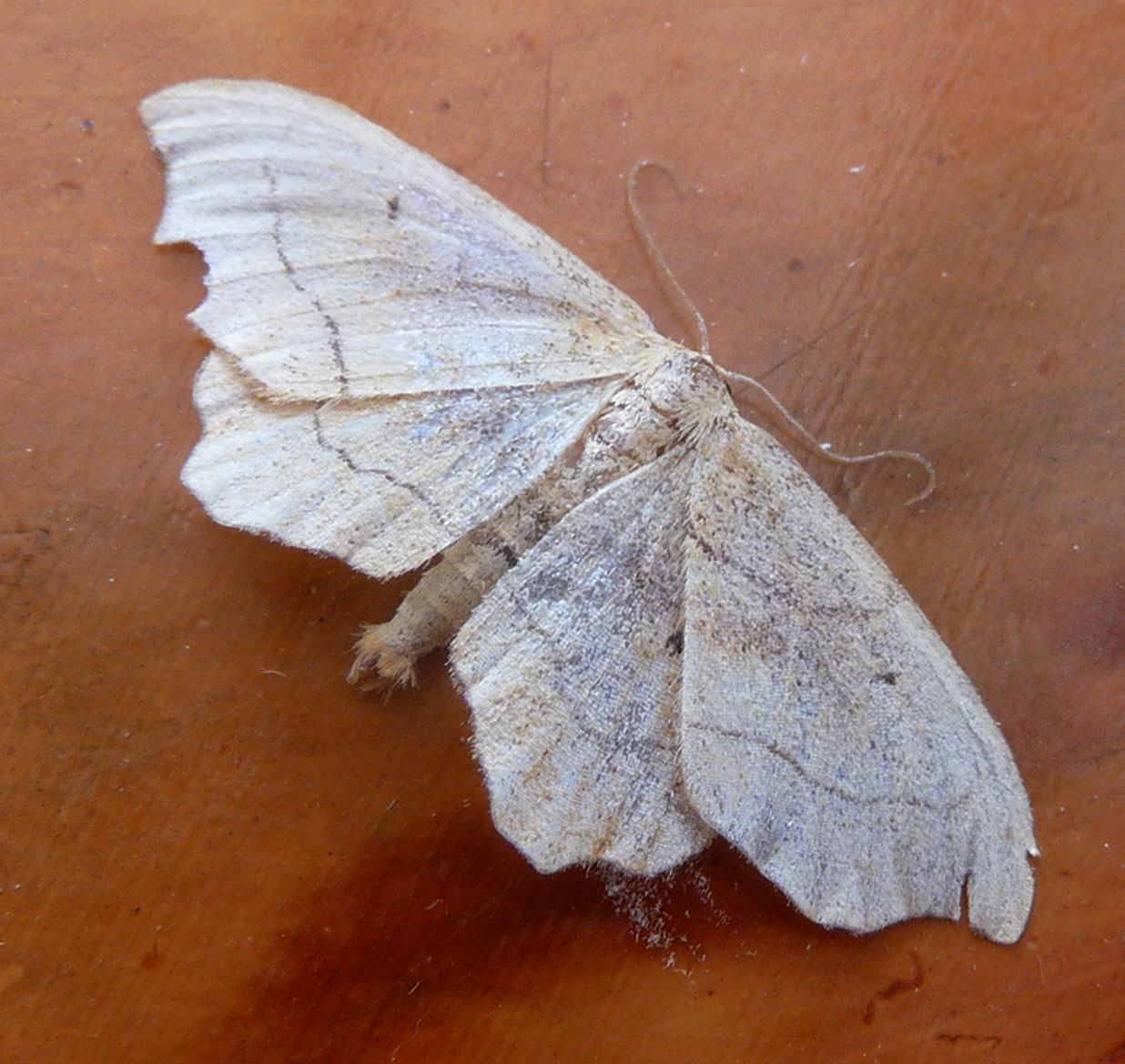
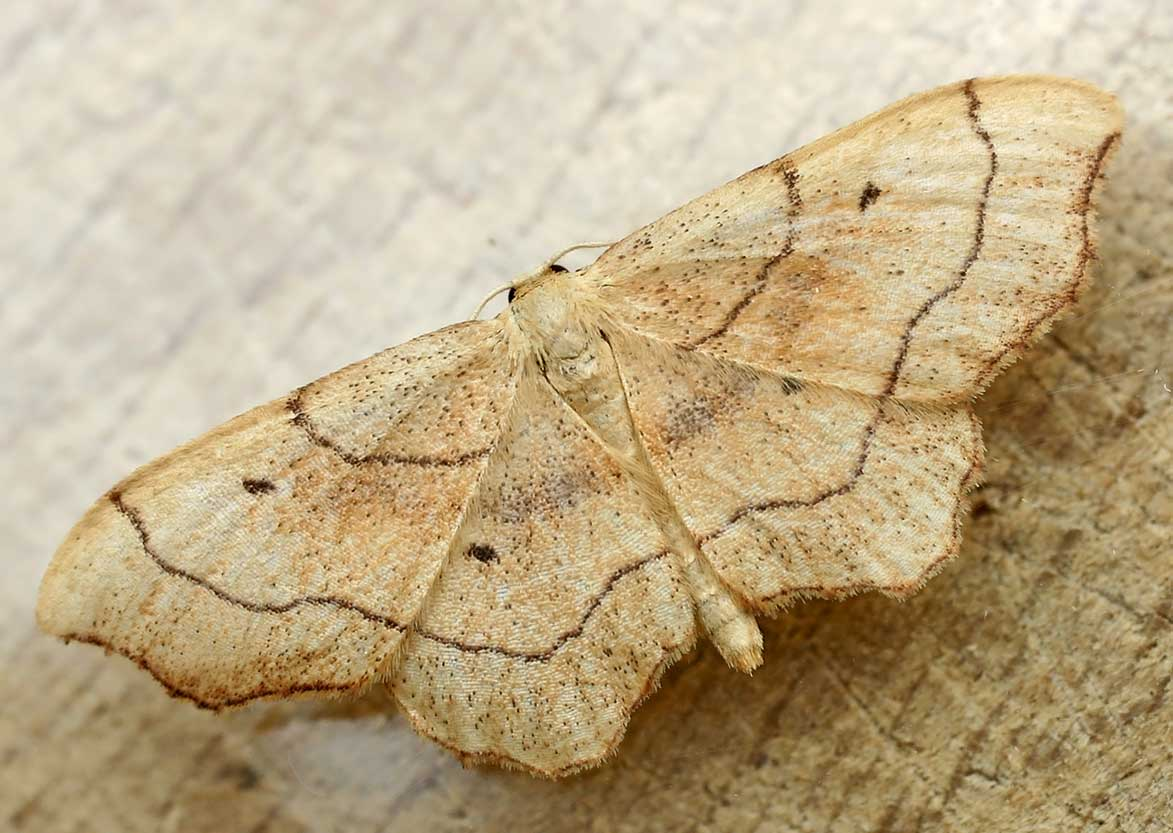
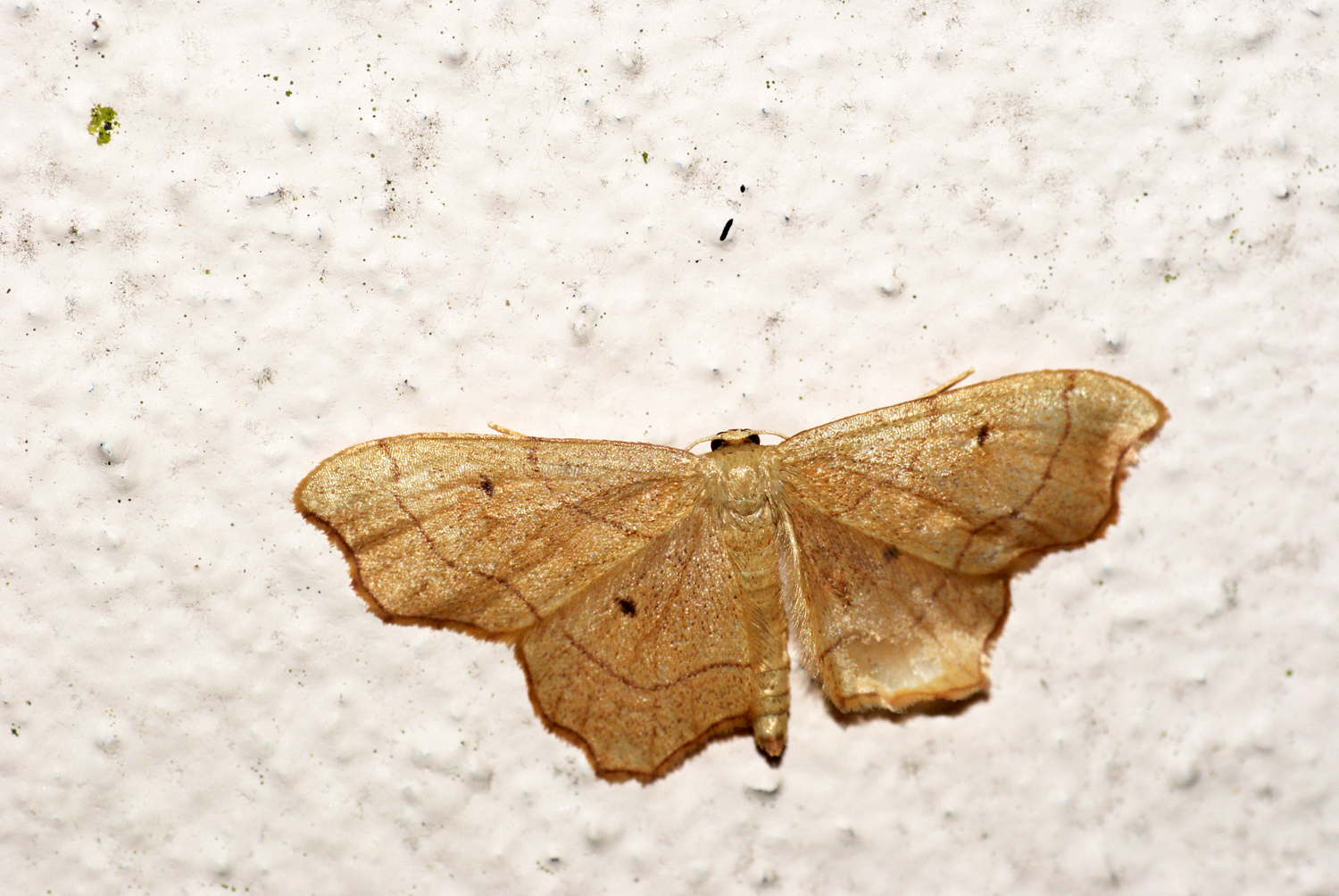